# Вестерле (Гронінген)
Вестерле (нід. Westerlee) — село у провінції Гронінген, на північному сході Нідерландів. Розташованe у муніципалітеті Олдамбт, приблизно за 3 км на захід від міста Віншотен.